# Джон Геджкоу
Джон Геджкоу (John Hedgecoe, *24 березня 1932, Брентфорд, Міддлсекс — 3 червня 2010) — британський фотограф, який зробив портрет королеви, що використовується на поштових марках Великої Британії, і автор понад 30 книг про фотографію. Засновник (1965 рік) кафедри фотографії в Королівському коледжі мистецтв, де був професором з 1975 по 1994 рік і почесним професором до самої смерті. Він також був проректором коледжу з 1981 по 1994 рік. Його фотографії представлені в сталих колекціях Нью-Йоркського музею сучасного мистецтва та Лондонської Національної портретної галереї

## Життєпис
Джон Геджкоу почав фотографувати у віці 14 років, коли батько подарував йому першу фотокамеру. Під час Другої світової війни сім'ю евакуювали до села Ґулвал поблизу міста Пензанса в Корнуоллі, де він навчався в місцевій школі. У 1957 році він вступив на навчання до Гілдфордської школи мистецтв (нині Університет творчих мистецтв) і одночасно проходив національну службу в Королівських повітряних силах. Під час служби Джон Геджкоу експериментував з аерофотозйомкою пошкоджень від бомб під час війни.
У 1957 році він почав працювати штатним фотографом у журналі «Королева», де пропрацював до 1972 року. Він вважав цей журнал «чудовою вітриною для себе» та влаштовувався позаштатно в інших виданнях, зокрема в Sunday Times, Observer та Telegraph. Крім завдань журналів, його роботи зосереджені на портретуванні художників та письменників. Він сказав: «Гарна портретна фотографія повинна намагатися розповісти нам щось про характер об'єкту, оскільки портрет є візуальною біографією в певному сенсі». Однією з книг Джон Геджкоу була книга Генрі Спенсера Мура, опублікована в 1968 році. Більшість фотографій Джона Хеджкоу зберігаються в Центрі візуальних мистецтв Сейнсбері в Норвічі. Геджкоу робив портрети Генрі Мура, Френсіса Бекона, Девіда Гокні, Джона Бетчемана, Теда Г'юза, Агати Крісті, Стівена Гокінга, Генрі Мура, Ігора Стравінського, але його найвідомішим портретом була королева Єлизавета II. Геджкоу також фотографував іші відомі особистості, зокрема Вінстона Черчилля.

## Марка королеви

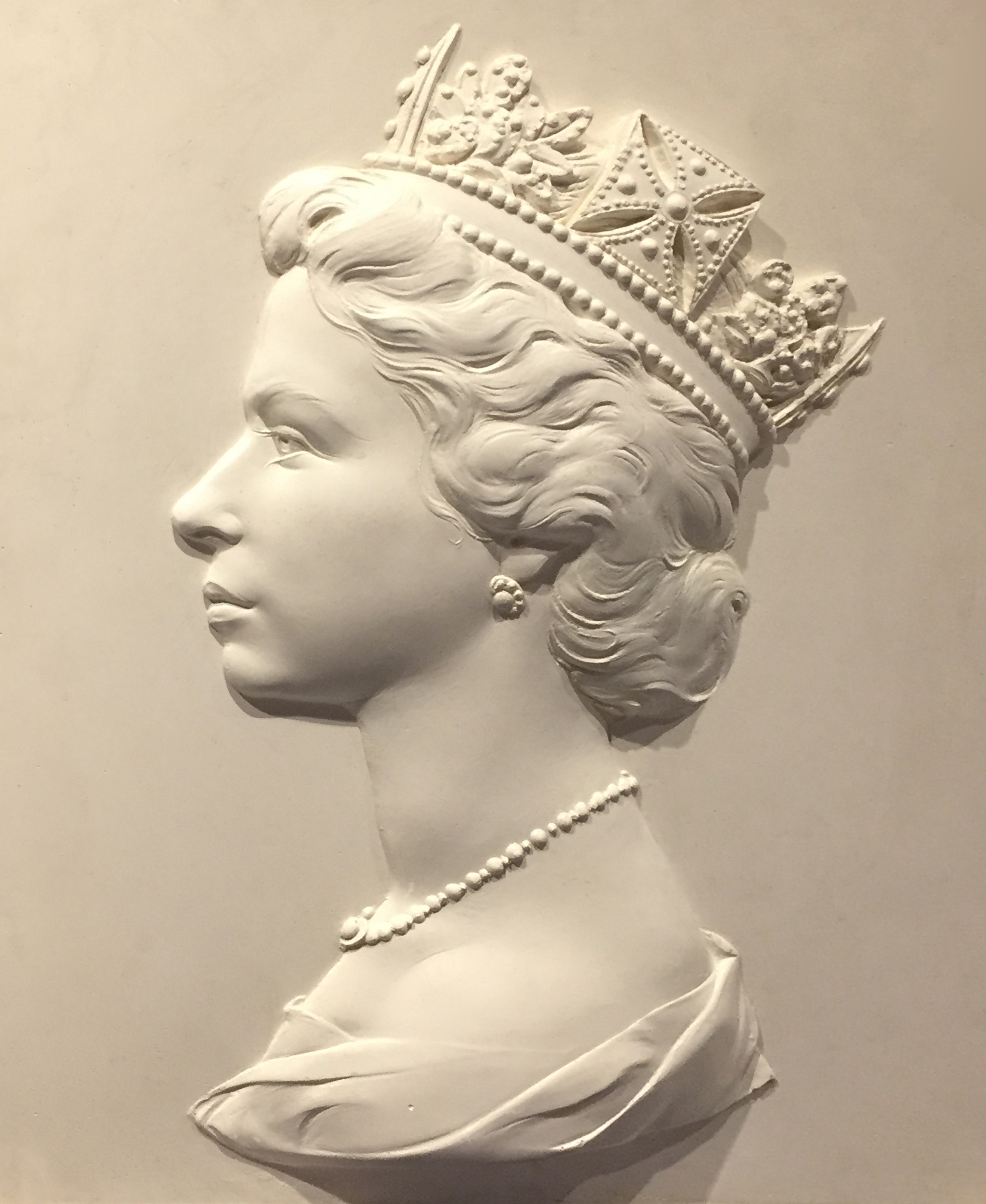
Гіпсовий рельєф королеви роботи Арнольда Мачина

У 1966 році Джон Геджкоу зробив серію знімків королеви в профіль, отримавши замовлення від Генерального поштмейстера допомогти у виготовленні нового набору поштових марок. Сеанс відбувся в Королівській галереї Букінгемського палацу і, незважаючи на кількість витраченої плівки, тривав лише 20 хвилин. Після того, як королева обрала своє улюблене зображення, скульптор Арнольд Мачин у червні 1967 року перетворив його на гіпсовий рельєф, який Джон Геджкоу потім сфотографував для виготовлення марки. Саме цей знімок був використаний на нових марках. Майже через 60 років після фотографування профіль королеви роботи Геджкоу все ще в обігу. Це одне з найбільш розмножуваних зображень, продано понад 200 мільярдів копій.

## Особисте життя
У 1960 році Джон Геджкоу одружився з Джулією Мардон. У пари було троє дітей: Себастян, Доллі та Оберон. Він та Джулія розлучилися в 1995 році. У 2001 році він одружився з Дженні Гоґґ, з якою вперше познайомився, працюючи в журналі «Королева». Вона пережила його разом з дітьми від першого шлюбу.

## Друковані праці
Джон Геджкоу почав писати книги з фотографії в середині 1970-х років. Він написав приблизно 30 книг, які були опубліковані 37 мовами та продані по всьому світу, що складає понад 30 мільйонів примірників. Його перші дві публікації «Посібник з фотографії» та «Довідник фотографа», стали першими британськими навчальними інструкціями як для аматорів, так і для професіоналів. Короткий список деяких з них:
- 1978 — «Мистецтво кольорової фотографії»,
- 1984 — «Естетика оголеної фотографії»,
- 1987 — «Практична портретна фотографія»,
- 2003 — «Як робити чудові фотографії у відпустці»,
- 2006 — «Мистецтво цифрової фотографії».